# Cascade (ort i Jamaica)
Cascade är en ort i Jamaica.   Den ligger i parishen Hanover, i den västra delen av landet, 140 km väster om huvudstaden Kingston. Cascade ligger 329 meter över havet och antalet invånare är 1 232. Den ligger på ön Jamaica.
Terrängen runt Cascade är huvudsakligen lite kuperad. Cascade ligger uppe på en höjd. Runt Cascade är det ganska tätbefolkat, med 134 invånare per kvadratkilometer. Närmaste större samhälle är Sandy Bay, 6,5 km nordost om Cascade. I omgivningarna runt Cascade växer i huvudsak städsegrön lövskog.